# Berettyóújfalu
Berettyóújfalu è una città dell'Ungheria di 16.107 abitanti (dati 2001). È situata nella contea di Hajdú-Bihar sulla riva del fiume Berettyó.

## Amministrazione

### Gemellaggi
- Porcia
- Montegrotto Terme